# Wydział Zarządzania Uniwersytetu Ekonomicznego w Krakowie
Wydział Zarządzania Uniwersytetu Ekonomicznego w Krakowie – jeden z pięciu wydziałów w Strukturze Uniwersytetu Ekonomicznego w Krakowie obowiązującej do 30 września 2019 roku. Od 1 października 2019 roku, większość katedr, tworzących ten Wydział, weszła w skład Kolegium Nauk o Zarządzaniu i Jakości UEK. Jego siedziba znajdowała się przy ul. Rakowickiej 27 w Krakowie.

## Struktura
- Katedra Analizy Rynku i Badań Marketingowych
- Katedra Ekonometrii i Badań OperacyjnychKatedra Analizy Rynku i Badań Marketingowych
- Katedra Ekonometrii i Badań Operacyjnych
- Katedra Ekonomiki i Organizacji Przedsiębiorstw
- Katedra Handlu i Instytucji Rynkowych
- Katedra Informatyki
- Katedra Marketingu
- Katedra Metod Organizacji i Zarządzania
- Katedra Procesu Zarządzania
- Katedra Rachunkowości
- Katedra Statystyki
- Katedra Systemów Obliczeniowych
- Katedra Turystyki
- Katedra Zachowań Organizacyjnych
- Katedra Zarządzania Zasobami Pracy[3]

## Kierunki studiów
- Analityka gospodarcza
- Informatyka stosowana
- Marketing i komunikacja rynkowa
- Logistyka Międzynarodowa
- Rachunkowość i controlling
- Turystyka i rekreacja
- Zarządzanie[4]

## Władze
Dziekan: dr hab. Bogusz Mikuła

Prodziekan: dr hab. Renata Seweryn

Prodziekan: dr hab. Paweł Ulman

Prodziekan: dr hab. Piotr Wójtowicz